# ألان وودرو (كاتب)
ألان وودرو (بالإنجليزية: Allan Woodrow)‏ هو كاتب للأطفال وكاتب أمريكي، ولد في 6 نوفمبر 1964.